# فهرست‌های شهرها بر پایه کشور
در این صفحه فهرستی از شهرهای جهان به تفکیک کشور آمده‌است که متن ضخیم پیوند به فهرست شهر ها و متن نازک پیوند به مقاله کشور است. برای هر کشور نخست پایتخت آن (بی‌توجه به جمعیت آن) و سپس پر جمعیت‌ترین شهرهای آن ذکر شده‌است.
توجه کنید که پیشوندهایی مانند «جمهوری» - «جزایر» - «اتحاد» - «اسلامی» در ابتدای نام در نظر گرفته نمی‌شوند، همچنین پیشوند جمهوری به صورت ج. خلاصه شده‌است. به‌طور مثال جمهوری اسلامی ایران به صورت ج.ا.ایران و در بخش «ا» نمایش داده می‌شود.

## آ
- آرژانتین - آرژانتین
- آنتیل هلند - آنتیل هلند
- ج. آفریقای مرکزی - ج. آفریقای مرکزی
- آلمان - آلمان
- آلبانی - آلبانی
- آندورا - آندورا
- آنگولا - آنگولا
- آنتیگوا و باربودا - آنتیگوآ و باربودا
- آروبا - آروبا
- ج. آذربایجان - ج. آذربایجان
- آکراتاری و داکیلیا - آکراتاری و داکیلیا
- آفریقای جنوبی - آفریقای جنوبی

## ا
- اتحاد قمر - اتحاد قمر

- اوکراین - اوکراین
- امارات متحده عربی - امارات متحده عربی
- اسلواکی - اسلواکی
- اسلوونی - اسلوونی
- استرالیا - استرالیا
- اوستیای جنوبی - اوستیای جنوبی
- اندونزی - اندونزی
- ج.ا.ایران - ج.ا.ایران
- افغانستان - افغانستان
- ایلات متحده آمریکا - ایالات متحده آمریکا
- اروگوئه - اروگوئه
- ازبکستان - ازبکستان
- الجزایر - الجزایر
- ایتالیا - ایتالیا
- ایرلند - ایرلند
- ارمنستان - ارمنستان
- اتریش - اتریش
- اریتره - اریتره
- استونی - استونی
- اسواتینی - اسواتینی
- اتیوپی - اتیوپی
- السالوادور - السالوادور
- ایسلند - ایسلند
- اکوادور - اکوادور
- اردن - اردن
- اوگاندا - اوگاندا

## ب
- باهاما - باهاما
- بحرین - بحرین
- بنگلادش - بنگلادش
- باربادوس - باربادوس
- بلاروس - بلاروس
- بلژیک - بلژیک
- بلیز - بلیز
- بنین - بنین
- بوتان - بوتان
- بولیوی - بولیوی
- بریتانیا - بریتانیا
- بوسنی و هرزگوین - بوسنی و هرزگوین
- بوتسوانا - بوتسوانا
- برزیل - برزیل
- برونئی - برونئی
- بلغارستان - بلغارستان
- بورکینافاسو - بورکینافاسو
- بوروندی - بوروندی

## پ
- پلی نزی فرانسه - پلی‌نزی فرانسه
- ج.ا.پاکستان - ج.ا.پاکستان
- پالائو - پالائو
- پاناما - پاناما
- پاپوآ گینه نو - پاپوآ گینه نو
- پاراگوئه - پاراگوئه
- پرتغال - پرتغال
- پورتوریکو - پورتوریکو
- جزایر پیت‌کرن - جزایر پیت‌کرن
- پرو - پرو

## ت
- تایوان - تایوان
- تاجیکستان - تاجیکستان
- تانزانیا - تانزانیا
- تایلند - تایلند
- توگو - توگو
- توکلائو - توکلائو
- تونگا - تونگا
- ترانس‌نیستریا - ترانس‌نیستریا
- ترینیداد و توباگو - ترینیداد و توباگو
- تونس - تونس
- ترکیه - ترکیه
- ترکمنستان - ترکمنستان
- جزایر تورکس و کایکوس - جزایر تورکس و کایکوس
- تووالو - تووالو
- تیمور شرقی - تیمور شرقی

## ج
- جیبوتی - جیبوتی
- جبل‌الطارق - جبل‌الطارق
- جامائیکا - جامائیکا
- جرزی - جرزی

## چ
- ج. چک - جمهوری چک
- چین - چین
- چاد - چاد

## د
- دانمارک - دانمارک
- دومینیکا - دومینیکا
- ج. دومینیکن - ج. دومینیکن

## ر
- رومانی - رومانی
- روسیه - روسیه
- رواندا - رواندا

## ز
- زامبیا - زامبیا
- زیمبابوه - زیمبابوه

## ژ
- ژاپن - ژاپن

## س
- ساحل عاج - ساحل عاج
- سنت کیتس و نویس - سنت کیتس و نویس
- سنت لوسیا - سنت لوسیا
- سن پیرا و میکلون - سن پیرا و میکلون
- سنت وینسنت و گرنادین‌ها - سنت وینسنت و گرنادین‌ها
- ساموآ - ساموآ
- سان مارینو - سان مارینو
- سائوتومه و پرنسیپ - سائوتومه و پرنسیپ
- سیشل - سیشل
- سنگال - سنگال
- سیرالئون - سیرالئون
- سنگاپور - سنگاپور
- جزایر سلیمان - جزایر سلیمان
- سومالی - سومالی
- سومالی لند - سومالی‌لند
- سودان جنوبی - سودان جنوبی
- اسپانیا - اسپانیا
- سری‌لانکا - سری‌لانکا
- سودان - سودان
- سورینام - سورینام
- سوالبار - سوالبار
- سوئد - سوئد
- سوئیس - سوئیس
- سوریه - سوریه

## ش
- شیلی - شیلی

## ص
- صربستان - صربستان

## ع
- عراق - عراق
- عربستان سعودی - عربستان سعودی

- عمان - عمان
- جمهوری دموکراتیک عربی صحرا - صحرای غربی

## غ
- غنا - غنا

## ف
- جزایر فالکلند - جزایر فالکلند
- فلسطین - فلسطین
- فنلاند - فنلاند
- فیلیپین - فیلیپین
- فرانسه - فرانسه
- فلسطین- فلسطین
- فیجی - فیجی
- جزایر فارو - جزایر فارو
- فلتونی - لتونی

## ق
- قطر - قطر
- جمهوری ترک قبرس شمالی - جمهوری ترک قبرس شمالی
- قزاقستان - قزاقستان
- قرقیزستان - قرقیزستان
- قبرس - قبرس

## ک
- کلدونیای جدید - کلدونیای جدید
- ج. دموکراتیک کنگو - ج. دموکراتیک کنگو
- کنیا - کنیا
- کیریباتی - کیریباتی
- ج. کنگو - ج. کنگو
- کرواسی - کرواسی
- کوبا - کوبا
- کاستاریکا - کاستاریکا
- کامبوج - کامبوج
- کامرون - کامرون
- کلمبیا - کلمبیا
- کانادا - کانادا
- کیپ ورد - کیپ ورد
- جزایر کیمن - جزایر کیمن
- کره شمالی - کره شمالی
- کره جنوبی - کره جنوبی
- کوزوو - کوزوو
- کویت - کویت  کالیفورنیا

## گ
- گرجستان - آبخاز
- گویان فرانسه - گویان فرانسه
- گینه استوایی - گینه استوایی
- گابن - گابن
- گامبیا - گامبیا
- گرجستان - گرجستان
- گرینلند - گرینلند
- گرنادا - گرنادا
- گوادلوپ - گوادلوپ
- گوآم - گوآم
- گواتمالا - گواتمالا
- گینه - گینه
- گینه بیسائو - گینه بیسائو
- گویان - گویان

## ل
- لبنان - لبنان
- لائوس - لائوس
- لهستان - لهستان
- لسوتو - لسوتو
- لیبریا - لیبریا
- لیبی - لیبی
- لیختن‌اشتاین - لیختن‌اشتاین
- لیتوانی - لیتوانی
- لوکزامبورگ - لوکزامبورگ

## م
- مصر - مصر
- جزایر ماریانای شمالی - جزایر ماریانای شمالی
- مقدونیه شمالی - مقدونیه شمالی
- جزیره من - جزیره من

- مجارستان - مجارستان
- ماکائو - ماکائو
- ماداگاسکار - ماداگاسکار
- مالاوی - مالاوی
- مالزی - مالزی
- مالدیو - مالدیو
- مالی - مالی
- مالت - مالت
- جزایر مارشال - جزایر مارشال
- ج.ا.موریتانی - ج.ا.موریتانی
- موریس - موریس
- مایوت - مایوت
- مکزیک - مکزیک
- ایالات فدرال میکرونزی - ایالات فدرال میکرونزی
- مولداوی - مولداوی
- موناکو - موناکو
- مغولستان - مغولستان
- مونته‌نگرو - مونته‌نگرو
- مونتسرات - مونتسرات
- مراکش - مراکش
- موزامبیک - موزامبیک
- میانمار - میانمار

## ن
- نامیبیا - نامیبیا
- نیوزلند - نیوزیلند
- نائورو - نائورو
- نروژ - نروژ
- نیکاراگوئه - نیکاراگوئه
- نیجر - نیجر
- نیجریه - نیجریه
- نیووی - نیووی
- نپال - نپال

## و
- واتیکان - واتیکان
- ونزوئلا - ونزوئلا
- ویتنام - ویتنام
- وانواتو - وانواتو
- جزایر ویرجین - جزایر ویرجین

## ه
- هائیتی - هائیتی
- هلند - هلند
- هندوراس - هندوراس
- هند - هند
- هنگ کنگ - هنگ کنگ

## ی
- یونان - یونان
- یمن - یمن